# Сердце-обличитель (фильм, 1960)
Сердце-обличитель — британский фильм ужасов 1960 года режиссёра Эрнеста Морриса, спродюсированный Danzigers. Сценарий Брайана Клеменса и Элдона Ховарда представляет собой вольную адаптацию одноимённого рассказа Эдгара Аллана По. Фильм был выпущен в Англии в декабре 1960 года и в США в феврале 1962 года под названием «Скрытая комната 1000 ужасов».

## Сюжет
Эдгар Марш, застенчивый библиотекарь, одержимый эротикой, влюбляется в свою соседку Бетти Клэр, когда видит, как она раздевается в своей спальне. Он приглашает её на ужин и, хотя ей явно не нравится то внимание, которое он ей уделяет, осыпает её драгоценностями и фантазирует об их совместном будущем. Сложности возникают, когда он знакомит её со своим другом Карлом Лумисом, которого Бетти находит гораздо более привлекательным. Увидев Карла и Бетти вместе в её спальне, Эдгар забивает Карла до смерти кочергой и хоронит его под половицами в своей комнате с фортепиано. Его непреодолимая вина заставляет его поверить, что тиканье метронома и непрекращающееся капание воды из крана на самом деле являются звуками всё ещё бьющегося сердца его жертвы.

## Состав
- Лоуренс Пейн[англ.] . . . . . Эдгар Марш
- Эдриэнн Корри . . . . . Бетти Клэр
- Дермот Уолш . . . . . Карл Лумис

## Производство
В то время, когда фильм был снят, типичный бюджет художественного фильма Danzigers составлял 15 000 фунтов стерлингов. Этот фильм обошёлся немного дороже из-за настройек съёмки и, в частности, необходимости съёмки в чёрно-белом режиме.

## Критика
«Сердце-обличитель» был выбран историками кино Стивом Чибналлом и Брайаном Макфарлейном как один из 15 наиболее достойных британских фильмов категории B, снятых в период между Второй мировой войной и 1970 годом. Они отмечают, что во время выпуска он также получил восторженные отзывы от The Monthly Film Bulletin и Kinematograph Weekly.